# استیو هیتنر
استیو هیتنر (به انگلیسی: Steve Hytner) (زاده ۲۸ سپتامبر ۱۹۵۹) بازیگر آمریکایی است.
از فیلم‌های معروف او می‌توان به بازی در فیلم مرد متأهل و عشق حقیر اشاره کرد.